# Peter Angkyier
Peter Paul Yelezuome Angkyier (ur. 26 listopada 1961 w Nandon) – ghański duchowny katolicki, biskup Damongo od 2011.

## Życiorys

### Prezbiterat
Święcenia kapłańskie przyjął 15 sierpnia 1992 i został inkardynowany do archidiecezji Tamale. Po kilkuletnim stażu duszpasterskim wyjechał do Wiednia, gdzie opiekował się studentami pochodzącymi z Afryki. W latach 1996–2000 studiował w Rzymie, a po powrocie do kraju został ojcem duchownym, a następnie wykładowcą seminarium w Tamale. W latach 2002–2009 wikariusz generalny diecezji Damongo.

### Episkopat
17 grudnia 2010 papież Benedykt XVI mianował go biskupem ordynariuszem Damongo. Sakry biskupiej udzielił mu 25 marca 2011 metropolita Tamale – arcybiskup Philip Naameh.